# لی ترگسن
لی ترگسن (انگلیسی: Lee Tergesen؛ زادهٔ ۸ ژوئیهٔ ۱۹۶۵ ‏(۵۹ سال)) یک بازیگر سینما اهل ایالات متحده آمریکا است.
از فیلم‌ها یا برنامه‌های تلویزیونی که وی در آن نقش داشته است می‌توان به پاکسازی ، هیولا، دم‌قرمزها، کولکشن، فراموش شده، شفت، نقطه شکست، پرنده‌های زرد، جهان وین ۲ اشاره کرد.